# Chơ Long
Chơ Long là một xã thuộc tỉnh Gia Lai, Việt Nam.
Xã Chơ Long có diện tích 139,62 km², dân số năm 1999 là 2.129 người, mật độ dân số đạt 15 người/km².